# Orden del Halcón Blanco
La Orden del Halcón Blanco (en alemán: Hausorden vom Weißen Falken) es una orden de caballería fundada el 2 de agosto de 1732 en honor del emperador Carlos VI y bajo su imperial autorización en Sajonia-Weimar-Eisenach.
Se consideraba esta orden ya como extinguida cuando a resultas del congreso de Viena de 1815 por el que recibió el ducado de Weimar un aumento de territorio, el duque Carlos Augusto la renovó en 18 de octubre del mismo año, dividiéndola en tres clases.
- la 1.ª comprende el Gran maestre, que lo es nato el Duque reinante, los príncipes de su familia ducal y doce grandes cruces
- la 2.ª se compone de veinticinco miembros o comendadores
- la 3.ª, de cincuenta caballeros

La divisa de la 1.ª y 2.ª clase es una cruz de ocho puntas de esmalte verde orlada de oro y cargada angularmente con otra cruz de esmalte encarnado de cuatro puntas floreadas y orladas de oro. En el centro una águila en jefe de esmalte blanco con las alas abiertas pendiente de una corona real de oro. La de 3.ª clase es de la misma forma y tamaño con la diferencia que la primera cruz es de esmalte blanco cargada de verde y en el centro un medallón coronado y cargado sobre banderas y trofeos militares con el lema: vigilando ascendimus, pendiente igualmente de una corona real de oro y cinta encarnada que es la de la orden.

## Lista de condecorados
- Abdul Hamid II
- Príncipe Adalberto de Prusia (1811-1873)
- Príncipe Adalberto de Prusia (1884-1948)
- Príncipe Adolfo de Schaumburg-Lippe
- Duque Adolfo Federico de Mecklemburgo
- Adolfo de Luxemburgo
- Príncipe Alberto de Prusia
- Príncipe Alberto de Sajonia-Altenburgo
- Alberto I de Sajonia
- Príncipe Alberto de Sajonia (1875-1900)
- Archiduque Alberto de Austria-Teschen
- Príncipe Alberto Víctor, duque de Clarence y Avondale
- Alberto de Sajonia-Coburgo-Gotha
- Príncipe Alberto de Prusia (1837-1906)
- Alberto de Schwarzburgo-Rudolstadt
- Alejandro I de Rusia
- Alejandro II de Rusia
- Alejandro III de Rusia
- Alejandro Federico de Hesse
- Alejandro I de Bulgaria
- El príncipe Alejandro de Hesse-Darmstadt
- Alejandro, Príncipe de Orange
- Gran Duque Alejo Alexandrovich de Rusia
- Alexis de Hesse-Philippsthal-Barchfeld
- Alfredo de Sajonia-Coburgo y Gotha
- Alfredo Alejandro de Sajonia-Coburgo y Gotha
- Alfredo, 2º Príncipe de Montenuovo
- Príncipe Alfonso María de Baviera
- Alfonso XII de España
- Príncipe Arnulfo de Baviera (1852-1907)
- Augusto de Oldemburgo
- Maximiliano de Beauharnais, tercer duque de Leuchtenberg
- Príncipe Oscar Bernadotte
- Bernardo II de Sajonia-Meiningen
- Bernardo III de Sajonia-Meiningen
- Príncipe Bernardo de Sajonia-Weimar-Eisenach (1792-1862)
- Theobald Hollweg de Theobald von Bethmann
- Otto von Bismarck
- Hans von Boineburg-Lengsfeld
- Bernhard von Bülow
- Bruno, Príncipe de Isenburg y Büdingen
- Príncipe Carlos de Västergötland
- Carlos I de Portugal
- Carol I de Rumania
- Princesa Carolina Reuss de Greiz
- Carlos I de Wurtemberg
- Carlos Alejandro de Sajonia-Weimar-Eisenach
- Carlos Augusto de Sajonia-Weimar-Eisenach (1844-1894)
- Carlos Federico de Sajonia-Weimar-Eisenach
- Carlos Gunter de Schwarzburgo-Sondershausen
- Carlos Miguel de Mecklemburgo
- Príncipe Carlos de Prusia
- Príncipe Roberto, duque de Chartres
- Clodoveo de Hohenlohe-Schillingsfürst
- Cristian IX de Dinamarca
- Cristian X de Dinamarca
- Constantino I de Grecia
- Karl Ludwig de Elsa
- Gran Duque Demetrio Constantínovich de Rusia
- Walter Dornberger
- Eduardo de Anhalt
- Eduardo VII del Reino Unido
- Príncipe Eduardo de Sajonia-Weimar
- Ernesto I de Sajonia-Coburgo y Gotha
- Ernesto II de Sajonia-Coburgo y Gotha
- Ernesto Luis de Hesse-Darmstadt
- Ernesto I de Sajonia-Altenburgo
- Ernesto Gunter de Schleswig-Holstein
- Ernesto II de Sajonia-Altenburgo
- Archiduque Eugenio de Austria
- Príncipe Eugenio, duque de Närke
- Fernando I de Austria
- Fernando IV de Toscana
- Archiduque Fernando Carlos de Austria
- Otto Wilhelm Förster
- Archiduque Francisco Fernando de Austria
- Francisco José I de Austria
- Federico VIII de Dinamarca
- Federico Augusto II de Oldemburgo
- Federico Augusto III de Sajonia
- Príncipe Federico Carlos de Hesse
- Federico Francisco II de Mecklemburgo-Schwerin
- Federico Francisco III de Mecklemburgo-Schwerin
- Federico Francisco IV de Mecklemburgo-Schwerin
- Federico I de Anhalt
- Federico I de Baden
- Federico II de Baden
- Federico III, emperador alemán
- Príncipe Federico de Hohenzollern-Sigmaringen
- Federico Guillermo III de Prusia
- Federico Guillermo IV de Prusia
- Federico de Sajonia-Altenburgo
- Príncipe Federico Juan de Sajonia-Meiningen
- Príncipe Federico Carlos de Prusia (1828-1885)
- Príncipe Federico Leopoldo de Prusia
- Archiduque Federico de Austria-Teschen
- Jozef Geefs
- Jorge de Sajonia (1893-1943)
- Jorge II de Sajonia-Meiningen
- Duque Jorge Alejandro de Mecklemburgo-Strelitz
- Duque Jorge Augusto de Mecklemburgo-Strelitz
- Jorge de Sajonia-Altenburgo
- Jorge de Schaumburg-Lippe
- Jorge I de Grecia
- Jorge V de Hannover
- Jorge V del Reino Unido
- Príncipe Jorge de Prusia
- Jorge I de Sajonia
- Jorge Víctor de Waldeck y Pyrmont
- Erich von Gündell
- Gunter Federico Carlos II de Schwarzburgo-Sondershausen
- Gunter Víctor de Schwarzburgo
- Gustavo V de Suecia
- Gottlieb Graf von Haeseler
- Alexander von Hartmann
- Enrique XIV, Príncipe de Reuss, línea joven
- Enrique XXVII, Príncipe de Reuss, línea joven
- Enrique LXVII, Príncipe de Reuss, línea joven
- Príncipe Enrique de Prusia (1862-1929)
- Enrique VII, Príncipe Reuss de Köstritz
- San Gottardo Enrique
- Duque Enrique de Mecklemburgo-Schwerin
- Príncipe Enrique de los Países Bajos (1820-1879)
- Príncipe Hermann de Sajonia-Weimar-Eisenach (1825-1901)
- Príncipe Hermann de Sajonia-Weimar-Eisenach (1886-1964)
- Walter von Hippel
- Franz von Hipper
- Henning von Holtzendorff
- Friedrich von Ingenohl
- Isabel II de España
- Itō Hirobumi
- Príncipe Juan Jorge de Sajonia
- Duque Juan Alberto de Mecklemburgo
- Archiduque José Carlos de Austria
- José de Sajonia-Altenburgo
- Príncipe Carlos Antón de Hohenzollern
- Carlos Antonio, príncipe de Hohenzollern
- Archiduque Carlos Luis de Austria
- Leonhard Kaupisch
- Mortimer von Kessel
- Hans von Kirchbach
- Gran Duque Cirilo Vladimirovich de Rusia
- Otto von Knobelsdorff
- Hans von Koester
- Gran Duque Constantino Nikolayevich de Rusia
- Constantino de Hohenlohe-Schillingsfürst
- Julio Kühn
- Maximiliano von Laffert
- Pablo Laux
- Leopoldo I de Bélgica
- Leopoldo II de Bélgica
- Príncipe Leopoldo de Baviera (1846-1930)
- Leopoldo de Hohenzollern-Sigmaringen
- Karl Max, Príncipe Lichnowsky
- Fritz von Loßberg
- Luis III, Gran Duque de Hesse
- Erich Lüdke
- Luis II de Baviera
- Luis III de Baviera
- Príncipe Luis Fernando de Baviera
- Archiduque Luis Víctor de Austria
- Luis Guillermo, Príncipe de Bentheim y Steinfurt
- Luis I de Portugal
- Luitpold, príncipe regente de Baviera
- Georg von der Marwitz
- Príncipe Maximiliano de Baden
- Príncipe Maximiliano de Sajonia (1870-1951)
- Maximiliano II de Baviera
- Emperador Meiji
- Klemens von Metternich
- Gran Duque Miguel Nikolaevich de Rusia
- Gran Duque Miguel Alexandrovich de Rusia
- Milán I de Serbia
- Helmuth von Moltke el Viejo
- Curt von Morgen
- Príncipe Mauricio de Sajonia-Altenburgo
- Karl Freiherr von Müffling
- Napoleón III
- Nicolás I de Rusia
- Nicolás II de Rusia
- Gran Duque Nicolás Konstantinovich de Rusia
- Gran Duque Nicolás Nikolaevich de Rusia (1831-1891)
- Augusto Ludwig von Nostitz
- Alexéi Fiódorovich Orlov
- Óscar II
- Archiduque Otto de Austria (1865-1906)
- Otón de Grecia
- Duque Pablo Federico de Mecklemburgo
- Pablo Federico, Gran Duque de Mecklemburgo-Schwerin
- Pedro II de Brasil
- Pedro V de Portugal
- Pedro II de Oldemburgo
- Duque Pedro de Oldemburgo
- Príncipe Felipe, conde de París
- Príncipe Felipe, conde de Flandes
- Karl von Plettenberg
- Hugo von Pohl
- Príncipe Federico Guillermo de Hesse-Kassel
- Príncipe Federico Guillermo de Prusia
- Archiduque Rainer Fernando de Austria
- Hubert von Rebeur-Paschwitz
- Duque Roberto de Wurtemberg
- Príncipe Rodolfo de Liechtenstein
- Rodolfo, príncipe heredero de Austria
- Eberhard Graf von Schmettow
- Ludwig von Schorn
- Gran Duque Sergei Alexandrovich de Rusia
- Guillermo Souchon
- Archiduque Esteban de Austria (Palatino de Hungría)
- Alfred von Tirpitz
- Humberto I de Italia
- Walter von Unruh
- Víctor Manuel III de Italia
- Víctor II, duque de Ratibor
- Gran Duque Vladimir Alexandrovich de Rusia
- Illarión Vorontsov-Dashkov
- Guillermo II, emperador alemán
- Guillermo Carlos, duque de Urach
- Príncipe Guillermo de Prusia (1783-1851)
- Príncipe Guillermo de Sajonia-Weimar-Eisenach
- Guillermo I de los Países Bajos
- Guillermo I de Wurtemberg
- Guillermo I de Alemania
- Guillermo II de los Países Bajos
- Guillermo II de Wurtemberg
- Guillermo III de los Países Bajos
- Guillermo Ernesto de Sajonia-Weimar-Eisenach
- Guillermo IV de Luxemburgo

Príncipe Guillermo de Baden (1829-1897)
- Guillermo de Brunswick
- Guillermo, Príncipe de Hohenzollern
- Guillermo, príncipe de Wied
- Fernando de Zeppelin